# Меморіал іммігрантів

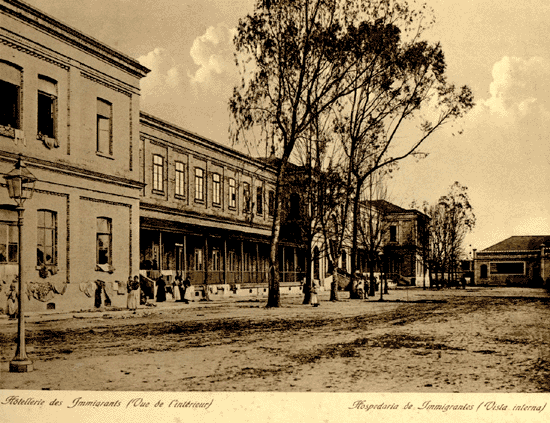
Гуртжиток іммігрантів біля 1905 року

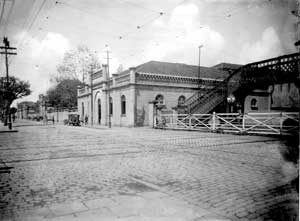
Гуртжиток іммігрантів біля 1910 року

Меморіал іммігрантів (Museu da Imigração або Memorial do Imigrante) — музей, розташований в будівлі Гуртожитку іммігрантів (Hospedaria dos Imigrantes) в окрузі Моока міста Сан-Паулу, що був відкритий з метою збору та збереження документів та пам'ятних речей іммігрантів, що прибували до Бразилії в пошуках надії, багатства або просто спокійного від воєн та революцій життя їх власних країн. Ця будівля була збудована в 1886—1888 роках в окрузі Браз як готель або гуртжиток, що надавав тимчасове житло цим іммігрантам. З 1882 до 1978 року до міста прибували представники понад 60 національностей, представники всіх цих груп зупинялися в цій будівлі, і всі вони представлені в документах та матеріалах сучасного музею. В гуртжитку в середньому мешкало близько 3 тис. чоловік одночасно, але за певними обставинами це число іноді досягало 8 тис. Крім матеріалів щодо іммігрантів, музей також містить відновлені зразки дерев'яних пасажирських вагонів колишньої Залізниці Сан-Паулу.